# Centrum im. Razumkowa
Centrum im. Razumkowa (pełna nazwa: Ukraińskie centrum badań ekonomicznych i politycznych im. Ołeksandra Razumkowa, ukr. Український центр економічних і політичних досліджень імені Олександра Разумкова) – ukraińska obywatelska organizacja non-profit, zajmująca się badaniem i komentowaniem ukraińskiej polityki państwowej.
Powstała 19 sierpnia 1994, pod obecną nazwą działa od 2000. Składa się z centrum analitycznego oraz 6 niezależnych działów (programów): wojskowego, ekonomicznego, energetycznego, międzynarodowego, polityczno-prawnego i społecznego.
W 2004 w okresie Pomarańczowej Rewolucji ośrodek publikował najbardziej zbliżone do rzeczywistych wyników sondaże exit poll. W 2005 jego ówczesny prezydent Anatolij Hrycenko objął stanowisko ministra obrony.